# Knockout (DC Comics)
Knockout è un personaggio immaginario, una super criminale dell'Universo DC. Comparve per la prima volta in Superboy vol. 4 n. 1 (febbraio 1994), e fu creata da Karl Kesel e Tom Grummett.

## Biografia del personaggio
Knockout è un'ex Furia di Apokolips, e comparve per la prima volta poco dopo che Superboy si trasferì alle isole Hawaii. Utilizzando la sua super forza, combatté e flirtò con Superboy solo per puro divertimento. La sua identità segreta era quella di una spogliarellista super forte che la votava a un club chiamato BoomBoom Room. Successivamente, fu reclutata da Amanda Waller per la sua Suicide Squad per attaccare un cartello criminale internazionale, i Silicon Dragons, e si unì a Capitan Boomerang, Deadshot, Sidearm e Re Squalo. La squadra dovette sgominare tradimenti e nemici, e alla fine, si credette che Knockout rimase uccisa quando la Squad abbandonò lei e Re Squalo durante l'esplosione della base. Tornata a casa, invece, aiutò Superboy nel suo combattimento contro Valor, anche se lei e Superboy vennero alle mani. Con il tempo, si unì spesso a Superboy in molte delle sue avventure, ma il passato tornò a visitarla, poiché era originaria di Apokolips e una delle Furie di Nonnina Bontà. Dopo che Big Barda fuggì sulla Terra insieme a Mister Miracle, anche Knockout decise di lasciare le Furie. Ad un certo punto, incatenata ai Pozzi di Fuoco come punizione, ruppe le catene e cadde verso il fuoco; mentre cadeva si aprì un boomdotto che la portò alle Hawaii.
Le Furie Femminili arrivarono alle Hawaii e la reclamarono. Una piccola battaglia esplose tra Superboy, Knockout, le Furie Femminili e un piccolo gruppo di poliziotti. Uno dei poliziotti rimase ucciso durante lo scontro, che terminò quando Dubbilex utilizzò le sue abilità mentali per convincere tutti che anche Knockout era rimasta uccisa. Dubbilex investigò sulla morte del poliziotto, utilizzando i suoi poteri mentali per scansionare i ricordi della maggior parte dei partecipanti allo scontro. Si scoprì che Knockout uccise il poliziotto semplicemente perché era sulla sua strada.
La polizia volle arrestarla, ma Superboy si rifiutò di credere che fosse colpevole, costringendo sé stesso e Knockout a fuggire. I due incontrarono un esploratore di nome Victor Volcaneum. Knockout sperò che Superboy lo uccidesse come segno di rispetto nei suoi confronti, ma l'eroe si rifiutò, e così fu lei a uccidere Volcaneum. Realizzando la sua vera natura, Superboy la fermò, la sconfisse e la portò alle autorità.
Knockout non evase mai dalla sua prigione durante tutta la durata della serie, poiché vennero utilizzati degli oggetti anti-gravità per tenerla in custodia.
Nella storia Hypertension, Superboy incontrò numerose varietà di Knockout nel suo viaggio nell'Ipertempo, una delle quali fu un agente di Black Zero, una versione alternativa adulta di Superboy. Un'altra versione diede la sua vita per salvare Superboy e i Challengers of the Unknown da un'orda di Doomsday inferociti.
Da allora, si scoprì che Knockout era evasa e si unì alla Società, come visto in Villains United. In questo libro, si scoprì che entrò nella Società in qualità di talpa per conto del suo amante, Vandal Savage, un membro dei Segreti Sei.

### Segreti Sei
Knockout si unì ai Segreti Sei insieme a Scandal. Il team riuscì a uccidere il direttore di un carcere nella Corea del Nord, permettendo ai Segreti Sei di rilassarsi per qualche tempo. Ognuno dei membri stava festeggiando a proprio modo quando tutti furono assaliti da una squadra di assassini, tutti tranne Catman.
Knockout fu quasi uccisa quando le fu sparato con un fucile da cecchino thanagariano da Pistolera. Lo sparo impiantò una bomba sottocutanea e quando Scandal si rifiutò di lasciarla, lei la spinse lontano dall'esplosione dicendole che si sarebbero riviste in un'altra vita. Dopo l'esplosione della bomba, scavò tra le macerie e trovò Knockout ancora viva, anche se inconscia e terribilmente ustionata. Knockout ricevette le dovute cure mediche per le sue condizioni ma si rimise completamente grazie alle capacità rigenerative del suo corpo Apokolipsiano.
Knockout si riunì ai Segreti Sei nella speranza di trovare le persone che si nascondevano dietro i loro attentati, ma fu ferita quando Ragdoll li attaccò sotto controllo mentale di Dottor Psycho, anche se la sua rigenerazione prevenne danni a lungo a termine. Anche se si credeva che fosse l'amante di Scandal, Knockout fu trovata a letto con Deadshot, quando Scandal li trovò insieme. Si scoprì che Knockout dormì con Floyd perché fraintese l'esclusività sessuale della sua relazione con Scandal; Apokolips manca di tali convenevoli sociali, ma Knockout fu sorpresa e si scusò per aver fatto soffrire Scandal. Scandal e Knockout furono insieme alla fine della serie, e Scandal continuò a riferirsi a lei come a "la sua ragazza".
Knockout, insieme al resto dei Segreti Sei, fu assoldata da un mercenario russo e combatté contro le Birds of Prey di Barbara Gordon. Knockout ebbe un combattimento corpo a corpo con Big Barda, un combattimento che continuò nonostante le varie preoccupazioni, come la resurrezione di Ice, anche se la battaglia non sembrò avere un vincitore.
Settimane più tardi, dopo che Scandal le suggerì che il suo malumore fu il risultato del suo combattimento inconcludente con Barda, Knockout andò al quartier generale delle Birds of Prey per concludere il combattimento. Arrivata, fu rintracciata e uccisa da Uomo Infinito, aggiungendo il suo nome alla lista dei Nuovi Dei assassinati. Affermò di conoscere il suo assalitore, e richiese un'ultima telefonata con Scandal, il cui contenuto rimase ignoto.
Knockout ricomparve post-mortem in Secret Six vol. 2 n. 1, quando la squadra cercò di tirare su il morale di Scandal con una spogliarellista vestita come Knockout. Scandal, ubriaca e sorpresa, ebbe una visione, più probabilmente un'allucinazione, di Knockout che la confortava, anche se la stessa Scandal più avanti riconobbe di "non aver mai conosciuto Knockout internamente" quando incontrò accidentalmente la spogliarellista - che si presentò come Liana Kerzner - mentre facevano la spesa insieme e successivamente cominciarono a frequentarsi.
Scandal aveva tenuto con sé la carta "Esci gratis dall'Inferno" che i Sei stavano cercando, che fu presa di nascosto e riportata falsamente come smarrita o distrutta. Quando si scoprì che l'aveva rubata Ragdoll, Scandal lo uccise. Dopo di ciò, Black Alice - come ultimo atto prima di lasciare la squadra - teletrasportò l'intera squadra all'Inferno per ritrovare la carta dove, con orrore di Scandal, una Knockout sotto controllo mentale, stava per sposare Ragdoll come parte della sua ascesa nella gerarchia del l'aldilà. Scoppiò un combattimento eccezionalmente violento, che terminò con Knockout al seguito mentre ritornavano sulla Terra con la certezza della loro ultima destinazione.
Dopo la sua resurrezione, Knockout si riunì ai Segreti Sei e accompagnò la squadra a Gotham per uccidere gli alleati di Batman. Mentre si trovava a Gotham, Scandal propose un matrimonio poligamo tra lei, Knockout e la spogliarellista che stava frequentando mentre Knockout era morta. Knockout accettò la proposta appena prima che la squadra fosse presa in trappola da una quantità di supereroi giunti ad aiutare Batman, cosa che scatenò una battaglia. Knockout fu subito colpita al volto da Capitan Atomo, e cadde al suolo al fianco di Scandal. Le due donne si tennero per mano un'ultima volta, mentre Scandal si riferiva a Knockout come a "sua moglie" prima di perdere conoscenza. Il destino di Knockout e del resto dei Segreti Sei rimase ignoto (tranne per Bane) fino alla fine della serie.

## Poteri e abilità
Knockout è un'abilissima guerriera ed è una maestra nel combattimento corpo a corpo. Possiede forza, resistenza e un fattore di guarigione super umani.

## Altri media
- Il regista James Gunn ha rivelato che Knockout è uno dei tanti villain che aveva considerato per il suo film The Suicide Squad - Missione suicida.